# Mister Brasil CNB
Mister Brasil CNB é um concurso de beleza masculino realizado anualmente dentro do Concurso Nacional de Beleza, que reúne mais de quarenta (40) candidatos ao título representando Estados, Ilhas e Regiões Turísticas e/ou Econômicas do Brasil. O objetivo é escolher o homem mais apto fisicamente e intelectualmente para que este represente sua beleza e cultura no principal concurso de beleza masculino internacional do mundo, o Mister Mundo.
O concurso foi criado pela organização Miss Mundo Brasil presidido pelo Sr. Henrique Fontes, sendo este o único credenciado em todo o Brasil pelo Mister World, com sede em Londres, Inglaterra, e presidida pela Srª. Julia Morley. A competição nacional não escolhe somente o candidato que irá ao evento máximo da beleza masculina, mas também em outros concursos de renomes internacionais, tais como: o Manhunt Internacional, Mister Internacional, Mister Global e Mister Supranational.

## Vencedores
| Ano  | Local da final                                      | Edição                                              | Representação                                       | Vencedor                                            | Cidade Natal                                        | Número de candidatos                                | Ref.                                                |
| ---- | --------------------------------------------------- | --------------------------------------------------- | --------------------------------------------------- | --------------------------------------------------- | --------------------------------------------------- | --------------------------------------------------- | --------------------------------------------------- |
| 1996 | —                                                   | —                                                   | São Paulo                                           | Thierre Di Castro 1                                 | Rio Claro, SP                                       | —                                                   | [ 1 ]                                               |
| 1997 | Cuiabá, MT                                          | 1ª                                                  | Distrito Federal                                    | Edilson Ferreira Leite                              | Teresina, PI                                        | -                                                   | [ 2 ]                                               |
| 2000 | Rio de Janeiro, RJ                                  | 2ª                                                  | Distrito Federal                                    | Ramílio Zampiron                                    | Porto Velho, RO                                     | 19                                                  | [ 3 ]                                               |
| 2001 | Jaboatão, PE                                        | 3ª                                                  | Rio de Janeiro                                      | Gustavo Gianetti                                    | Belo Horizonte, MG                                  | 25                                                  | [ 4 ]                                               |
| 2007 | Curitiba, PR                                        | 4ª                                                  | Pará                                                | Lucas Gil                                           | Votuporanga, SP                                     | 22                                                  | [ 5 ]                                               |
| 2008 | Poços de Caldas, MG                                 | 5ª                                                  | Espírito Santo                                      | Vinicius Ribeiro                                    | Votuporanga, SP                                     | 25                                                  | [ 6 ]                                               |
| 2010 | São Paulo, SP                                       | 6ª                                                  | Ilha dos Lobos                                      | Jonas Sulzbach                                      | Lajeado, RS                                         | 32                                                  | [ 7 ]                                               |
| 2011 | Angra dos Reis, RJ                                  | 7ª                                                  | Ilhas de Búzios                                     | Lucas Malvacini                                     | Juiz de Fora, MG                                    | 39                                                  | [ 8 ]                                               |
| 2012 | —                                                   | —                                                   | Rio Grande do Sul                                   | Willian Rëch 2                                      | Novo Hamburgo, RS                                   | —                                                   | [ 9 ]                                               |
| 2013 | Mangaratiba, RJ                                     | 8ª                                                  | Ilhas do Delta do Jacuí                             | Reinaldo Dalcin                                     | Canoas, RS                                          | 38                                                  | [ 10 ]                                              |
| 2014 | Angra dos Reis, RJ                                  | 9ª                                                  | Distrito Federal                                    | Lucas Montandon                                     | Brasília, DF                                        | 40                                                  | [ 11 ]                                              |
| 2015 | Florianópolis, SC                                   | 10ª                                                 | Ilhabela                                            | Anderson Tomazini                                   | Brasília, DF                                        | 42                                                  | [ 12 ]                                              |
| 2016 | Florianópolis, SC                                   | 11ª                                                 | São Paulo                                           | Carlos Franco                                       | Araras, SP                                          | 28                                                  | [ 13 ]                                              |
| 2017 | Angra dos Reis, RJ                                  | 12ª                                                 | Caminho dos Príncipes                               | Matheus Song                                        | Joinville, SC                                       | 42                                                  | [ 14 ]                                              |
| 2018 | Angra dos Reis, RJ                                  | 13ª                                                 | São Paulo                                           | Samuel Costa                                        | Santos, SP                                          | 49                                                  | [ 15 ]                                              |
| 2019 | Bento Gonçalves, RS                                 | 14ª                                                 | Paraíba                                             | Ítalo Cerqueira                                     | Rio de Janeiro, RJ                                  | 40                                                  | [ 16 ]                                              |
| 2020 | Brasília, DF                                        | 15ª                                                 | Amazonas                                            | William Gama                                        | Manaus, AM                                          | 40                                                  | [ 17 ]                                              |
| 2021 | Não realizado devido a epidemia global de Covid-19. | Não realizado devido a epidemia global de Covid-19. | Não realizado devido a epidemia global de Covid-19. | Não realizado devido a epidemia global de Covid-19. | Não realizado devido a epidemia global de Covid-19. | Não realizado devido a epidemia global de Covid-19. | Não realizado devido a epidemia global de Covid-19. |
| 2022 | Balneário Camboriú, SC                              | 16ª                                                 | Caminhos do Contestado                              | Guilherme Werner                                    | Curitiba, PR                                        | 41                                                  | [ 18 ]                                              |
| 2023 | Tramandaí, RS                                       | 17ª                                                 | São Paulo                                           | Henrique Martins                                    | Campinas, SP                                        | 41                                                  | [ 19 ]                                              |
| 2024 | Tramandaí, RS                                       | 18ª                                                 | Rio Grande do Sul                                   | Matheus Maia                                        | Porto Alegre, RS                                    | 24                                                  | [ 20 ]                                              |

### Observação
No quadro acima, "Edição" refere-se a realização de concurso para a eleição do Mister Brasil, portanto:
1. Thierre di Castro não foi eleito por concurso, e sim indicado como representante do País após vencer o "Mister São Paulo Estudantil".
2. Willian Rëch não foi eleito por concurso, ele foi aclamado.
3. O CNB assumiu o controle do concurso em 2007, por isso contabiliza em 2020 como o 13º detentor da faixa de "Mister Brasil".

## Total de Títulos

### Por Representação Estadual

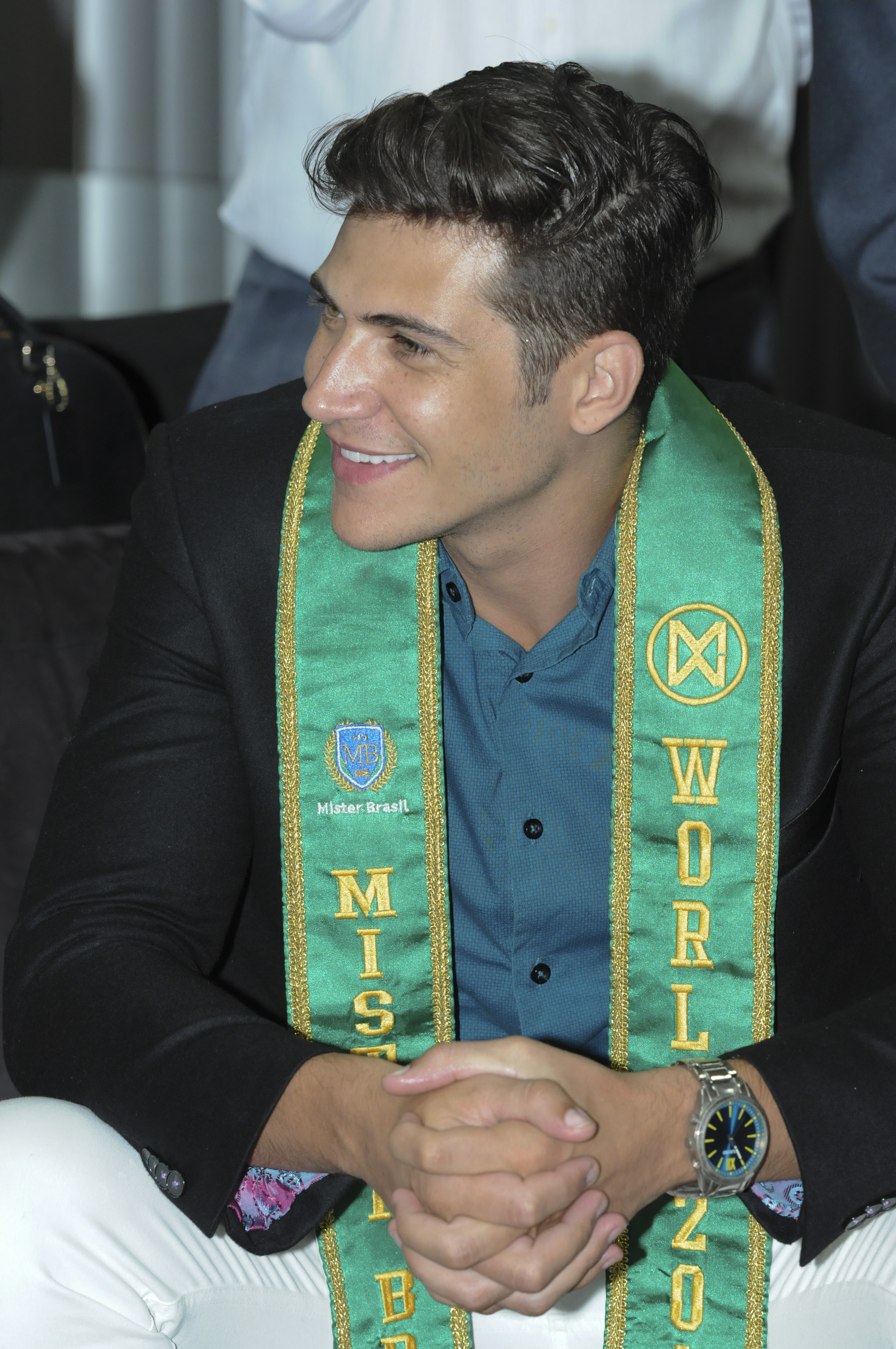
O Mister Brasil CNB 2016, Carlos Franco.

| Títulos | Estado            | Vitórias                     |
| ------- | ----------------- | ---------------------------- |
| 5       | São Paulo         | 1996, 2015, 2016, 2018, 2023 |
| 4       | Rio Grande do Sul | 2010, 2012, 2013, 2024       |
| 3       | Distrito Federal  | 1997, 2000, 2014             |
| 2       | Santa Catarina    | 2017, 2022                   |
| 2       | Rio de Janeiro    | 2001, 2011                   |
| 1       | Amazonas          | 2020                         |
| 1       | Paraíba           | 2019                         |
| 1       | Espírito Santo    | 2008                         |
| 1       | Pará              | 2007                         |

### Por Região
| Vitórias | Região              | Títulos        |
| -------- | ------------------- | -------------- |
| 8        | Região Sudeste      | (5); (2); (1); |
| 6        | Região Sul          | (4); (2);      |
| 3        | Região Centro-Oeste | (3);           |
| 2        | Região Norte        | (1); (1);      |
| 1        | Região Nordeste     | (1);           |

## Memórias

### Primeiros Anos
O primeiro representante brasileiro no concurso internacional de Mister World foi o paulista Thierre Di Castro, indicado como representante brasileiro de 1996. A primeira edição de Mister Brasil, porém, só ocorreu em 1997, em Cuiabá, cujo vencedor foi o brasiliense Edilson Leite Ferreira. Ele concorreu na edição internacional de 1998, em Portugal, porém não obteve colocação. Em 1999, no Rio de Janeiro, o Distrito Federal conquistava seu bicampeonato com Emílio Zampiron, que concorreu na Escócia pelo título e tornou-se o primeiro brasileiro classificado entre os semifinalistas do certame. Dando continuidade, no ano de 2001 pela primeira vez no Brasil, foram escolhidos no mesmo evento a Miss Mundo Brasil e o Mister Brasil. Gustavo Gianetti, do Rio de Janeiro só iria participar do Mister Mundo em 2003 onde consagrou-se o vencedor em Londres, Inglaterra.

### Vitória
Era o primeiro e único título do país até então. A organização Miss Mundo Brasil adquiriu os direitos de escolher os representantes brasileiros no ano de 2006, bem como a escolha da Miss Mundo Brasil. A primeira edição realizada pela atual organização aconteceu em 2007, Curitiba, Paraná, cujo vencedor foi Lucas Gil, Mister Pará. No Mister Mundo do mesmo ano, Lucas Gil ficou atrás apenas do vencedor Juan García Postigo, da Espanha.

### Outros Históricos
O concurso de Mister Brasil 2008 teve lugar em março de 2008, em Poços de Caldas. No evento estiveram presentes o Mister Mundo 2007, Juan García Postigo e o Mister International 2007, Alan Martini Bianco. Vinícius Ribeiro, Mister Espírito Santo, foi o vencedor, mas não representou o país no Mister Mundo, pois não foram realizadas edições do evento internacional nos anos de 2008 e 2009. O Mister Brasil 2010, pela primeira vez na história do concurso, permitiu a participação de representantes de ilhas brasileiras. Em São Paulo, o vencedor Jonas Sulzbach representou a Ilha dos Lobos (RS) e participou do Mister Mundo em Incheon, Coreia do Sul, onde venceu a prova "Top Model" e foi automaticamente classificado como semifinalista.
Lucas Malvacini, representando Ilha dos Búzios, venceu a edição de 2011 que foi realizada no dia 7 de maio de 2011, em Angra dos Reis, Rio de Janeiro. Como não ocorreu a edição do Mister Mundo no mesmo ano, Lucas Malvacini disputou o Manhunt Internacional, porém não se classificou. A edição mais recente, o Mister Brasil 2012 foi proclamado no dia 17 de junho, em Novo Hamburgo, Rio Grande do Sul. O escolhido foi Willian Rech, Mister Rio Grande do Sul e semifinalista do Mister Brasil 2011. Ele disputou o Mister Mundo 2012, porém não se classificou.

## Outros Concursos Credenciados da Organização
Concursos que a organização do Mister Brasil ainda envia candidatos para a disputa.

### Mister Brasil World
Os indicados representam o país no Mister Mundo.
| Ano  | Representante             | Origem                           | Colocação              |
| ---- | ------------------------- | -------------------------------- | ---------------------- |
| 1996 | Thierre Di Castro Garrito | Rio Claro, São Paulo             |                        |
| 1998 | Edilson Ferreira Leite    | Teresina, Piauí                  |                        |
| 2000 | Ramilio Zampiron Júnior   | Porto Velho, Rondônia            | Semifinalista (Top 10) |
| 2003 | Gustavo Gianetti          | Belo Horizonte, Minas Gerais     | MR. WORLD 2003         |
| 2007 | Lucas Gil                 | Votuporanga, São Paulo           | 2º. Lugar              |
| 2010 | Jonas Sulzbach            | Lajeado, Rio Grande do Sul       | Semifinalista (Top 15) |
| 2012 | Willian Rëch              | Novo Hamburgo, Rio Grande do Sul |                        |
| 2014 | Reinaldo Dalcin           | Canoas, Rio Grande do Sul        |                        |
| 2016 | Lucas Montandon           | Brasília, Distrito Federal       | Semifinalista (Top 10) |
| 2019 | Carlos Franco             | Araras, São Paulo                | Finalista (Top 05)     |
| 2023 | Vilmar Bertolino          | São Luís de Montes Belos, Goiás  | TBD                    |

#### Fast Track Events
Somente os recordes e/ou vitórias dos representantes:
- Top Model: Jonas Sulzbach (2010)
- (Top 20) Sports & Fitness: Jonas Sulzbach (2010)

### Mister Supranational Brasil
Os indicados representam o País no Mister Supranational.
| Ano  | Representante                  | Origem                         | Colocação                      | Ref.                           |
| ---- | ------------------------------ | ------------------------------ | ------------------------------ | ------------------------------ |
| 2016 | Bruno Vanin                    | Passo Fundo, Rio Grande do Sul | 4º. Lugar                      | [ 21 ]                         |
| 2017 | Matheus Song                   | Joinville, Santa Catarina      | 3º. Lugar                      | [ 22 ]                         |
| 2018 | Samuel Costa                   | Santos, São Paulo              | 3º. Lugar                      | [ 15 ]                         |
| 2019 | Ítalo Cerqueira                | Rio de Janeiro, Rio de Janeiro | 2º. Lugar                      | [ 23 ]                         |
| 2020 | Não houve competição este ano. | Não houve competição este ano. | Não houve competição este ano. | Não houve competição este ano. |
| 2021 | João Henrique Lemes            | Santiago, Rio Grande do Sul    |                                | [ 24 ]                         |
| 2022 | Guilherme Werner               | Curitiba, Paraná 1             | Semifinalista (Top 10)         | [ 25 ]                         |
| 2023 | Henrique Martins               | Campinas, São Paulo            | 2º lugar                       | [ 26 ]                         |

1 Guilherme nasceu em Curitiba mas mudou-se ainda pequeno para Mafra (SC). Mas no quadro acima considera-se onde o candidato nasceu.

#### Prêmios Especiais
- Mister Top Model: Matheus Song (2017)
- Mountain Bike Challenge: Samuel Costa (2018)
- Mister Supranational Americas: Guilherme Werner (2022)
- Mister Elegance - The Misse's Choice Award: Matheus Song (2017)
- Missosology People's Choice Poll: Matheus Song (2017)
- (Top 05) Mister Supra Talent: Ítalo Cerqueira (2019)
- (Top 05) Mister Supra Chat with Ann: João Henrique Lemes (2021)
- (Top 10) Mister Supra Digital Influencer: João Henrique Lemes (2021)
- (Top 10) Mister Supra Fan Vote: João Henrique Lemes (2021)

### Manhunt Brasil Internacional
Os indicados representam o país no Manhunt Internacional.
| Ano  | Representante                           | Origem                                  | Colocação                               |
| ---- | --------------------------------------- | --------------------------------------- | --------------------------------------- |
| 1993 | O Brasil não enviou candidato este ano  | O Brasil não enviou candidato este ano  | O Brasil não enviou candidato este ano  |
| 1994 | O Brasil não enviou candidato este ano  | O Brasil não enviou candidato este ano  | O Brasil não enviou candidato este ano  |
| 1995 | Antônio Robson Picolli                  | Cambira, Paraná                         |                                         |
| 1997 | Carlos Alberto Azevêdo                  | Esteio, Rio Grande do Sul               |                                         |
| 1998 | O Brasil não enviou candidato este ano. | O Brasil não enviou candidato este ano. | O Brasil não enviou candidato este ano. |
| 1999 | O Brasil não enviou candidato este ano. | O Brasil não enviou candidato este ano. | O Brasil não enviou candidato este ano. |
| 2000 | Diego Maniscalco                        | Jaboticabal, São Paulo                  |                                         |
| 2001 | Leonardo Ramos                          | Recife, Pernambuco                      | Semifinalista (Top 12)                  |
| 2002 | Frederic Sanveur                        | Não se sabe a origem do candidato       |                                         |
| 2005 | Alex de Assis Nunes                     | Porto Alegre, Rio Grande do Sul         |                                         |
| 2006 | Alex de Assis Nunes                     | Porto Alegre, Rio Grande do Sul         | Semifinalista (Top 15)                  |
| 2007 | Paulo César Sales                       | Araguari, Minas Gerais                  |                                         |
| 2008 | Thiago Testoni                          | Conselheiro Lafaiete, Minas Gerais      | Semifinalista (Top 15)                  |
| 2010 | Marlon di Gregori                       | Caxias do Sul, Rio Grande do Sul        | 3º. Lugar                               |
| 2011 | Lucas Malvacini                         | Juiz de Fora, Minas Gerais              |                                         |
| 2012 | Márcio Lusardo                          | Novo Hamburgo, Rio Grande do Sul        |                                         |
| 2016 | Ramon Pissaia                           | Castro, Paraná                          | 5º. Lugar                               |
| 2017 | Cristian Fin                            | União da Serra, Rio Grande do Sul       | Semifinalista (Top 16)                  |
| 2018 | Jonatas Trevisan                        | Osório, Rio Grande do Sul               | Semifinalista (Top 16)                  |
| 2020 | Matheus Giora                           | Santos, São Paulo                       | 3º. Lugar                               |
| 2022 | Hendson Baltazar                        | Maracanaú, Ceará                        | Semifinalista (Top 10)                  |
| 2023 | Ruan Mendes                             | Rio de Janeiro, Rio de Janeiro          | TBD                                     |

#### Prêmios Especiais
- Mister Fotogenia: Hendson Baltazar (2022)
- Mister Personalidade: Alex de Assis Nunes (2005) e Cristian Fin (2017)
- Melhor Traje Típico: Carlos Azevêdo (1997)
- Mister Talento: Leonardo Ramos (2001)
- Mister Popularidade: Alex Nunes (2006)

### Manhunt Fernando de Noronha Internacional
Os indicados representam Fernando de Noronha no Manhunt Internacional.
| Ano  | Representante    | Origem                          | Colocação |
| ---- | ---------------- | ------------------------------- | --------- |
| 2016 | André Capalonga  | Muçum, Rio Grande do Sul        |           |
| 2017 | Diego Jácome     | Brasília, Distrito Federal      |           |
| 2020 | Cuca Souza       | Fernando de Noronha, Pernambuco |           |
| 2022 | Jeferson Andrade | Arez, Rio Grande do Norte       |           |
| 2023 | Roby Macedo      | São Paulo, São Paulo            | TBD       |

#### Prêmios Especiais
- Mister Sunshine Face: André Capalonga (2016)
- Best Model Americas: Diego Jácome (2017)

### Mister Brasil Internacional
Os indicados representam o país no Mister International.
| Ano  | Representante                          | Origem                                 | Colocação                              |
| ---- | -------------------------------------- | -------------------------------------- | -------------------------------------- |
| 2006 | O Brasil não enviou candidato este ano | O Brasil não enviou candidato este ano | O Brasil não enviou candidato este ano |
| 2007 | Alan Bianco Martini                    | Espumoso, Rio Grande do Sul            | MR. INTERNACIONAL                      |
| 2008 | Maciel Moreno Mendes                   | Perdigão, Minas Gerais                 | Semifinalista (Top 10)                 |
| 2009 | O Brasil não enviou candidato este ano | O Brasil não enviou candidato este ano | O Brasil não enviou candidato este ano |
| 2010 | Caio Lucius Ribeiro                    | Votuporanga, São Paulo                 | 2º. Lugar                              |
| 2011 | César Augusto Curti                    | Ribeirão Preto, São Paulo              | MR. INTERNACIONAL                      |
| 2012 | Ricardo Magryno                        | São Paulo, São Paulo                   | 4º. Lugar                              |
| 2013 | Jhonatan Marko                         | Porto Alegre, Rio Grande do Sul        | 3º. Lugar                              |
| 2014 | Matheus Martins                        | Belo Horizonte, Minas Gerais           | Semifinalista (Top 10)                 |
| 2015 | Anderson Tomazini                      | Brasília, Distrito Federal             | 2º. Lugar                              |
| 2016 | Ivo Cavalcanti                         | João Pessoa, Paraíba                   | Semifinalista (Top 16)                 |
| 2017 | Leonardo Nobre                         | Natal, Rio Grande do Norte             |                                        |
| 2018 | Danilson Furtado                       | Castanhal, Pará                        |                                        |
| 2022 | Luan Antonelli                         | Jacinto Machado, Santa Catarina        | Semifinalista (Top 16)                 |
| 2023 | Edward Ogunniya                        | São Paulo, São Paulo                   | TBD                                    |

#### Prêmios Especiais
- Mister Fotogenia: Leonardo Nobre (2017)
- Mister Espírito: Alan Martini (2007)
- Dream Man: César Curti (2011)

### Mister Global Brasil
Os indicados representam o País no Mister Global.
| An   | Representante                                              | Origem                                                     | Colocação                                                  | Ref.                                                       |
| ---- | ---------------------------------------------------------- | ---------------------------------------------------------- | ---------------------------------------------------------- | ---------------------------------------------------------- |
| 2014 | O Brasil não enviou representante nesta edição de estreia. | O Brasil não enviou representante nesta edição de estreia. | O Brasil não enviou representante nesta edição de estreia. | O Brasil não enviou representante nesta edição de estreia. |
| 2015 | Diogo Bernardes                                            | Itajaí, Santa Catarina                                     | 4º. Lugar                                                  | [ 27 ]                                                     |
| 2016 | Giba Pignatti                                              | São Paulo, São Paulo                                       | 4º. Lugar                                                  | [ 28 ]                                                     |
| 2017 | Pedro Gicca                                                | Mogi das Cruzes, São Paulo                                 | MISTER GLOBAL                                              | [ 29 ]                                                     |
| 2018 | Júnior Garcia                                              | Sete Lagoas, Minas Gerais                                  | Semifinalista (Top 10)                                     | [ 30 ]                                                     |
| 2019 | Gil Raupp                                                  | Pelotas, Rio Grande do Sul                                 | Semifinalista (Top 16)                                     | [ 31 ]                                                     |
| 2020 | Não houve concurso por conta da Pandemia de COVID-19.      | Não houve concurso por conta da Pandemia de COVID-19.      | Não houve concurso por conta da Pandemia de COVID-19.      | Não houve concurso por conta da Pandemia de COVID-19.      |
| 2021 | Bruno Silva                                                | Brasília, Distrito Federal                                 | Semifinalista (Top 10)                                     | [ 32 ]                                                     |
| 2022 | William Gama                                               | Manaus, Amazonas                                           | 3º. Lugar                                                  | [ 33 ]                                                     |
| 2023 | Luiz Gustavo Peres                                         | Mococa, São Paulo                                          | TBD                                                        |                                                            |

#### Prêmios Especiais
- Mister Kantharawichai: Bruno Silva (2022)
- (Top 05) Mister Talento: Júnior Garcia (2018)